# Pierre Delaunay
Pierre Delaunay (1919. október 9. – Versailles, 2019. január 24.) francia labdarúgó-sportvezető, az UEFA második főtitkára.

## Pályafutása
A Nemzetközi Labdarúgó-szövetség 1904-es alapítása után pontosan ötven évvel, 1954. június 15-én életre hívták az Európai Labdarúgó-szövetséget (UEFA). Pierre Delaunay apja, Henri Delaunay természetesen ott bábáskodott a szervezet megalapításánál, olyannyira, hogy ő lett a szervezet első főtitkára (1954–1955). Újrajavasolta az Európai Nemzetek Kupájának elindításáról harminc évvel korábban félresöpört javaslatát. Az ötlet megvalósíthatóságának vizsgálatára bizottságot állítottak fel. Henri Delaunay azonban nem érte meg a vizsgálat eredményét, 1955. november 9-én meghalt.
Fia, Pierre lett az UEFA második főtitkára (1955–1960) és az idea valóra váltója. A tornasorozat kiírásának ötlete Európát két táborra osztotta: Anglia, Skócia, Olaszország és az NSZK ellen Franciaországnak sikerült maga mellé állítania Spanyolországot és a keleti blokk tagállamait, így az európai szövetség 1958 júniusában koppenhágai kongresszusán döntött az Európai Nemzetek Kupájának kiírásáról, és magától értetődő volt, hogy a bajnoknak járó trófeát az ötletgazdáról, Henri Delaunay-ről nevezzék el.

## Családja
Apja, Henri Delaunay halála után követte az UEFA főtitkári székében.